# Valeria Bilello
Valeria Bilello (Sciacca, 2 maggio 1982) è un'attrice, conduttrice televisiva e modella italiana.

## Biografia
Valeria Bilello nasce a Sciacca, in provincia di Agrigento, il 2 maggio 1982, ma trascorre la sua adolescenza a Milano. Durante gli anni in cui frequenta il liceo linguistico, debutta nel mondo dello spettacolo iniziando a posare come modella e girando alcuni spot pubblicitari, tra cui la campagna per l'MTV Day del 1999, a cui segue il provino per diventare vj del network. Nel 2000 inizia a lavorare in televisione per MTV che le affida programmi come Web Chart, Hitlist Italia, Dancefloor Chart, Romalive, MTV Select, MTV On the beach e Dance Show. Nella stagione 2003-2004, insieme ad altri conduttori di MTV, è inoltre testimonial della campagna pubblicitaria TIM. Nel 2005 lascia MTV e si trasferisce su All Music, dove conduce Call Center, One Shot Revolution, Playlist, Community e On Live. Dal 2010 al 2011 presenta il rotocalco di Canale 5 Nonsolomoda, uno dei programmi più longevi della rete.
Dopo aver studiato regia a Milano, nel 2006 esordisce con la regia del cortometraggio Attesa, premiato al Festival Sguardi Altrove.. Nel 2008 è nel cast del film Il papà di Giovanna di Pupi Avati, in concorso al Festival del Cinema di Venezia. Nel 2010 recita nel film Happy Family del Premio Oscar Gabriele Salvatores, per il quale riceve il premio come migliore attrice al Festival International du film de Boulogne-Billancourt. Tra il 2011 e 2012 le vengono affidati diversi ruoli nei film Il giorno in più di Massimo Venier, Ti amo troppo per dirtelo di Marco Ponti e infine Come non detto di Ivan Silvestrini. Il 2013 segna una serie di tappe: Valeria è nel film Miele per la regia di Valeria Golino, è una delle protagoniste del film Pazze di me di Fausto Brizzi ed è una delle due uniche attrici italiane del film One Chance di David Frankel, regista de Il diavolo veste Prada.
Nel 2012 Giorgio Armani la sceglie come testimonial mondiale per la campagna pubblicitaria del profumo Armani Code Luna, per la cui promozione recita in una trilogia di cortometraggi (Olga, Alice e Valeria) diretta dai registi Olivier Zahm, Can Evgin e Julien Carlier, in collaborazione con il magazine Purple. Nel 2013 è tra i cosiddetti "proclamatori" del Festival di Sanremo, condotto da Fabio Fazio e Luciana Littizzetto, per proclamare Daniele Silvestri.
Nel 2014 è presente nel film Io, Arlecchino di Matteo Bini e Giorgio Pasotti, nelle serie TV Squadra Mobile al fianco di Giorgio Tirabassi e nella Strada dritta di Carmine Elia. Nel 2015 è protagonista di Monitor, esordio alla regia di Alessio Lauria insieme a Michele Alhaique presentato al Festa del Cinema di Roma, e vince il Premio L'Oréal Paris per il cinema alla Mostra internazionale d'arte cinematografica di Venezia. Nel 2016 è nel cast della serie TV Il sistema per Rai 1. Nel 2017 prende parte al film Beata ignoranza di Massimiliano Bruno ed ha anche la prima esperienza in una serie Netflix: Sense8 creata da Lana e Lilly Wachowski. L'attrice è presente anche nell’episodio conclusivo della serie nel 2018. 
Nel 2019 prende parte a Un'avventura di Marco Danieli e nello stesso anno è impegnata sul set di Made in Italy - Una casa per ritrovarsi di James D'Arcy, con Liam Neeson e il figlio Michael Richardson. Nello stesso anno è nel cast di Liberi Tutti di  Ciarrapico e Vendruscolo e nel 2020 torna su Netflix con Curon, serie tv. Nel 2021 prende parte a Security di Peter Chelsom.

## Vita privata
È fidanzata con il giornalista Tommaso Labate.

## Filmografia

### Cinema
- Il papà di Giovanna, regia di Pupi Avati (2008)
- Happy Family, regia di Gabriele Salvatores (2010)
- I soliti idioti - Il film, regia di Enrico Lando (2011)
- Il giorno in più, regia di Massimo Venier (2011)
- Come non detto, regia di Ivan Silvestrini (2012)
- Pazze di me, regia di Fausto Brizzi (2013)
- Miele, regia di Valeria Golino (2013)
- One Chance - L'opera della mia vita, regia di David Frankel (2013)
- Io, Arlecchino, regia di Matteo Bini e Giorgio Pasotti (2014)
- Monitor, regia di Alessio Lauria (2015)
- Beata ignoranza, regia di Massimiliano Bruno (2017)
- Compromessi sposi, regia di Francesco Miccichè (2019)
- Un'avventura, regia di Marco Danieli (2019)
- Made in Italy - Una casa per ritrovarsi (Made in Italy), regia di James D'Arcy (2020)
- Security, regia di Peter Chelsom (2022)
- L'ombra del giorno, regia di Giuseppe Piccioni (2022)
- Il giorno più bello, regia di Andrea Zalone (2022)
- Da grandi, regia di Fausto Brizzi (2023)
- Doppio passo, regia di Lorenzo Borghini (2023)
- Finché notte non ci separi, regia di Riccardo Antonaroli (2024)

### Televisione
- Intralci, regia di Maccio Capatonda - sitcom (2006)
- Ultimo - L'occhio del falco, regia di Michele Soavi - film TV (2013)
- Il clan dei camorristi, regia di Alexis Sweet e Alessandro Angelini - serie TV (2013)
- Ti amo troppo per dirtelo, regia di Marco Ponti - film TV (2014)
- La strada dritta, regia di Carmine Elia - film TV (2014)
- Squadra mobile, regia di Alexis Sweet - serie TV (2015-2017)
- Il sistema, regia di Carmine Elia - miniserie TV (2016)
- Sense8 - serie TV (2017-18)
- Lontano da te, regia di Riccardo Milani e Ivan Silvestrini - serie TV (2019)
- Liberi tutti, regia di Giacomo Ciarrapico e Luca Vendruscolo - serie TV (2019)
- Curon , regia di Fabio Mollo e Lyda Patitucci - serie TV, 5 episodi (2020)
- Security, regia di Peter Chelsom - film TV (2021)
- Digitare il codice segreto, regia di Fabrizio Costa - film TV - ciclo "Purché finisca bene" (2021)

## Programmi TV
- Web Chart (MTV, 1999-2000)
- Hitlist Italia (MTV, 2000-2001)
- Dancefloor Chart (MTV, 2000-2002)
- Romalive (MTV, 2000-2001)
- MTV Select (MTV, 2002-2004)
- MTV On the beach (MTV, 2001, 2003-2004)
- Dance Show (MTV, 2004-2005)
- Call Center (All Music, 2005)
- One Shot Revolution (All Music, 2006-2009)
- All Music Show (All Music, 2006)
- Playlist (All Music, 2007)
- Community (All Music, 2008)
- On Live (All Music, 2008)
- Nonsolomoda (Canale 5, 2010-2011)
- Improvviserai (Rai 2, 2020)

## Pubblicità
- Telecom Italia - TIM (2003)
- Giorgio Armani - Olga, regia di Olivier Zahm e Can Evgin (2011)
- Giorgio Armani - Alice, regia di Olivier Zahm e Can Evgin (2012)
- Giorgio Armani - Valeria, regia di Olivier Zahm e Julien Carlier (2012)
- Giorgio Armani - Armani Code Luna (2012)

## Videoclip
- Pier Cortese - Dimmi come passi le notti, regia di Jacopo Tartarone (2006)
- Syria feat. Ghemon - Come non detto, regia di Ivan Silvestrini (2012)
- Mambassa - Melancholia, regia di Lorenzo Vignolo (2015)

## Premi
- 2006 - Premio al Festival Sguardi Altrove per il cortometraggio Attesa.
- 2010 - Premio al Festival International du film de Boulogne-Billancourt come migliore attrice per il film Happy Family di Gabriele Salvatores.
- 2015 - Premio L'Oréal Paris per il cinema alla Mostra internazionale d'arte cinematografica di Venezia.